# Alexandra Manly
Alexandra Manly (Kalgoorlie, 28 febbraio 1996) è una pistard e ciclista su strada australiana che gareggia per il team AG Insurance-Soudal. Specialista della pista, è stata campionessa del mondo 2019 nella corsa a punti e nell'inseguimento a squadre.

## Palmarès

### Pista
- 2014 (Juniores)

Campionati australiani, Inseguimento individuale Junior
Campionati del mondo, Inseguimento a squadre Junior (con Macey Stewart, Danielle McKinnirey e Josie Talbot)
Campionati del mondo, Inseguimento individuale Junior
- 2015

3ª prova Coppa del mondo 2014-2015, Inseguimento a squadre (Cali, con Macey Stewart, Elissa Wundersitz e Lauren Perry)
- 2016

Campionati australiani, Americana (con Danielle McKinnirey)
Campionati oceaniani, Inseguimento a squadre (con Ashlee Ankudinoff, Amy Cure e Annette Edmondson)
- 2017

2ª prova Coppa del mondo 2016-2017, Inseguimento a squadre (Cali, con Amy Cure, Ashlee Ankudinoff e Rebecca Wiasak)
2ª prova Coppa del mondo 2016-2017, Americana (Los Angeles, con Amy Cure)
Campionati australiani, Inseguimento a squadre (con Danielle McKinnirey, Breanna Hargrave e Chloe Moran)
- 2018

Campionati australiani, Inseguimento a squadre (con Breanna Hargrave, Annette Edmondson e Maeve Plouffe)
Giochi del Commonwealth, Inseguimento a squadre (con Ashlee Ankudinoff, Amy Cure e Annette Edmondson)
GP Prostejov, Americana  (con Kristina Clonan)
- 2019

Campionati del mondo, Inseguimento a squadre (con Ashlee Ankudinoff, Amy Cure, Annette Edmondson e Georgia Baker)
Campionati del mondo, Corsa a punti
Campionati oceaniani, Americana (con Amy Cure)
Six Day Final - Brisbane, Americana (con Amy Cure)
4ª prova Coppa del mondo 2019-2020, Americana (Cambridge, con Georgia Baker)
5ª prova Coppa del mondo 2019-2020, Inseguimento a squadre (Brisbane, con Annette Edmondson, Ashlee Ankudinoff, Maeve Plouffe e Georgia Baker)
- 2021

Campionati australiani, Americana (con Ashlee Ankudinoff)
Tasmania Carnivals - Devonport, Corsa a eliminazione
- 2022

Campionati australiani, Americana (con Georgia Baker)
Tasmania Carnivals - Devonport, Corsa a eliminazione
- 2023

Campionati australiani, Americana (con Georgia Baker)

### Strada
- 2013 (Juniores)

Campionati australiani, Prova a cronometro Junior
- 2014 (Juniores)

Campionati oceaniani, Prova a cronometro Junior
- 2018 (Mitchelton-Scott, due vittorie)

Campionati australiani, Prova a cronometro Under-23
Campionati australiani, Prova in linea Under-23
- 2022 (Team BikeExchange-Jayco, sei vittorie)

1ª tappa Thüringen Ladies Tour (Hof > Hof)
3ª tappa Thüringen Ladies Tour (Dörtendorf > Dörtendorf)
4ª tappa Thüringen Ladies Tour (Schleiz > Schleiz)
6ª tappa Thüringen Ladies Tour (Altenburg > Altenburg)
Classifica generale Thüringen Ladies Tour
4ª tappa Tour of Scandinavia (Askim > Mysen)
- 2023 (Team Jayco–AlUla, una vittoria)

2ª tappa Tour Down Under (Birdwood > Uraidla)

#### Altri successi
- 2022 (Team BikeExchange-Jayco)

Classifica a punti Thüringen Ladies Tour
- 2024 (Liv AlUla Jayco)

Classifica scalatrici Vuelta Ciclista Andalucia Elite women

## Piazzamenti

### Grandi Giri
- Giro d'Italia

2017: 97ª
- Tour de France

2022: 41ª
2023: 75ª

### Competizioni mondiali
- Campionati del mondo su pista

Seul 2014 - Inseg. a squadre Junior: vincitrice
Seul 2014 - Inseg. individuale Junior: vincitrice
Hong Kong 2017 - Inseguimento a squadre: 2ª
Hong Kong 2017 - Americana: 3ª
Pruszków 2019 - Inseguimento a squadre: vincitrice
Pruszków 2019 - Corsa a punti: vincitrice
Berlino 2020 - Scratch: 11ª
Berlino 2020 - Corsa a punti: 15ª
Roubaix 2021 - Americana: 6ª
St. Quentin-en-Yv. 2022 - Inseg. a squadre: 4ª
St. Quentin-en-Yv. 2022 - Americana: 4ª
Glasgow 2023 - Inseg. a squadre: 5ª
Glasgow 2023 - Americana: 2ª
- Campionati del mondo su strada

Toscana 2013 - Cronometro Junior: 3ª
Toscana 2013 - In linea Junior: 8ª
Ponferrada 2014 - Cronometro Junior: 4ª
Ponferrada 2014 - In linea Junior: 11ª
Wollongong 2022 - Staffetta mista: 3ª
Wollongong 2022 - In linea Elite: 15ª
Glasgow 2023 - In linea Elite: 57ª
- Giochi olimpici

Tokyo 2020 - Inseguimento a squadre: 5ª